# Joseph de Ferraris

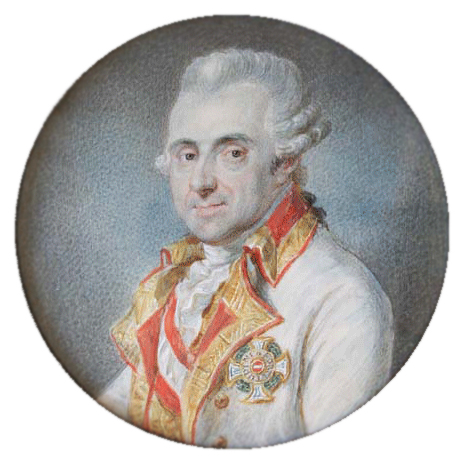
Joseph Jean François graaf de Ferraris

Joseph Jean François graaf de Ferraris (Lunéville, 20 april 1726 – Wenen, 1 april 1814) was vrijmetselaar, maakte als adellijk officier carrière in het keizerlijke Oostenrijkse leger, werd onder meer generaal bij de Oostenrijkse artillerie en veldmaarschalk in de Oostenrijkse Nederlanden. Hij voerde de eerste grootschalige systematische kartering uit in West-Europa. Hij liet in de 18e eeuw topografische kaarten maken van de Oostenrijkse Nederlanden, ongeveer het huidige België en het groothertogdom Luxemburg, de zogenoemde Ferrariskaart.

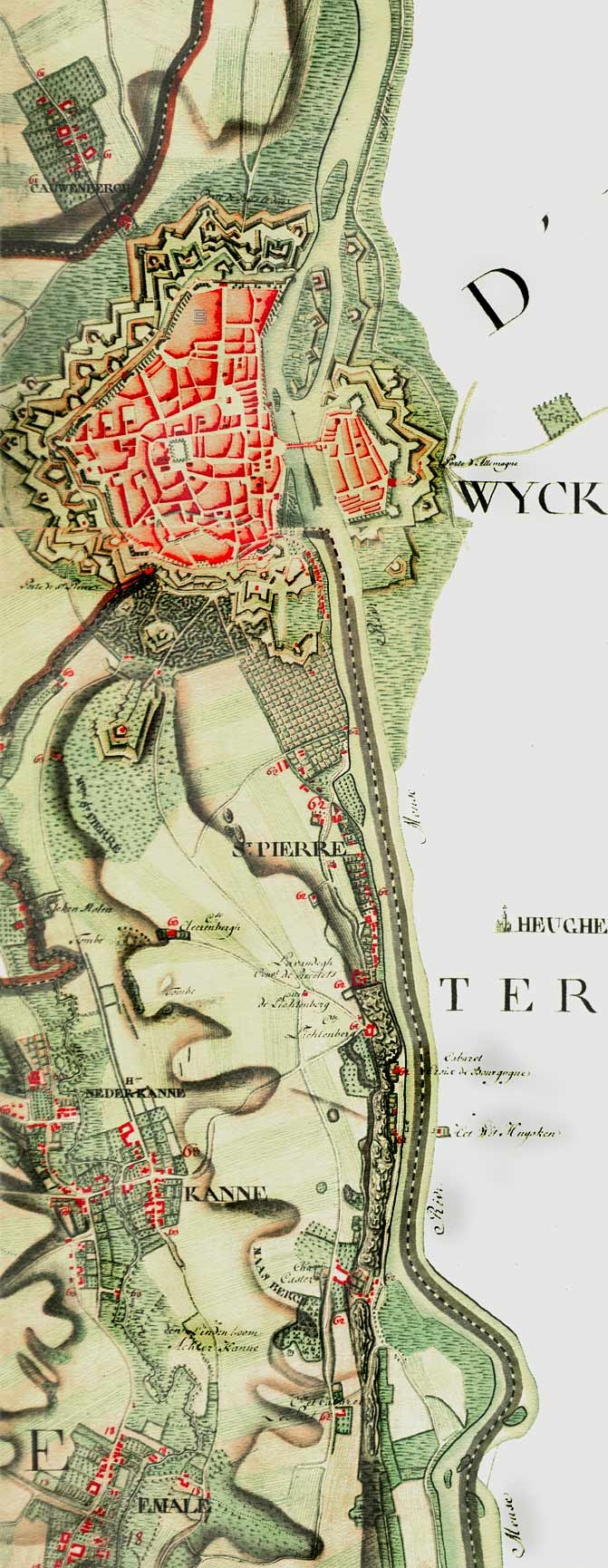
Maastricht in de Kabinetskaart van Ferraris

Prent met de overhandiging van de kabinetskaart aan keizer Jozef II op 10 december 1777

## Biografie
De familie de Ferraris was afkomstig uit Piëmont, maar hijzelf werd geboren in Lotharingen. Op negenjarige leeftijd trad hij in Oostenrijkse dienst aan het keizerlijk hof te Wenen als page van keizerin Amalia, de weduwe van keizer Jozef I.
Tot 1793 maakte hij carrière in het Oostenrijkse leger en onderscheidde zich in verschillende veldslagen. Hij nam deel aan de Oostenrijkse Successieoorlog en werd op 17 mei 1742 in de Slag bij Chotusitz ernstig gewond. Nog in hetzelfde jaar werd de graaf tot luitenant bevorderd, in 1750 tot majoor. Vanaf de aanvang van de Zevenjarige Oorlog vocht hij mee in verschillende veldslagen. In 1758 verkreeg hij het bevel van het infanterieregiment Karl Prinz von Lothringen. Met dit regiment had hij een beslissend aandeel in de Slag bij Hochkirch op 14 oktober 1758. Hij werd daarvoor beloond met de Orde van Maria-Theresia.
In 1767 benoemde keizer Jozef II hem tot directeur-generaal van de Artillerie in de Oostenrijkse Nederlanden en hij was ook directeur van de École de Mathématique in Mechelen (ingenieursopleiding). In 1775 werd Ferraris als gouverneur naar Dendermonde gestuurd. Toen in oktober 1789 de Brabantse Revolutie uitbrak, nam Ferraris als leidinggevende deel aan het neerslaan ervan.

### Cartograaf van de Oostenrijkse Nederlanden
In 1793 verliet Ferraris het leger en wijdde zich aan het project voor het opmaken van kaarten van het Oostenrijkse keizerrijk. Hij maakte naam als opdrachtgever aan de cartograaf Léopold-François Cogeur voor het opmaken van de topografische kaarten van de toenmalige Oostenrijkse Nederlanden en het prinsbisdom Luik. Immers als artillerieinspecteur van de Mechelse krijgsacademie was onder leiding van Cogeur een goede cartografische afdeling gegroeid. Dit kreeg zijn beslag in de zogenoemde Carte de Ferraris.

### Privéleven
Graaf de Ferraris was gehuwd met Mariette (1743-1810), dochter van hertog Karel van Ursel. Zij hadden één dochter, die in 1799 trouwde met graaf Franz Zichy. Ferraris overleed op 88-jarige leeftijd in Wenen.

## Erkenning
Het Graaf de Ferrarisgebouw, vlak bij het Brusselse Noordstation, is genoemd naar de cartograaf Joseph de Ferraris. In dit gebouw is het Departement Omgeving van de Vlaamse overheid gevestigd. Dit departement is bevoegd voor ruimtelijke ordening, milieu en dierenwelzijn.